# Batedotea elongata
Batedotea elongata is een pissebed uit de familie Idoteidae. De wetenschappelijke naam van de soort is voor het eerst geldig gepubliceerd in 1876 door Edward John Miers.